# Richmond (londýnský obvod)
Richmond (oficiálně London Borough of Richmond upon Thames) je městský obvod na jihozápadě Londýna a součást Vnějšího Londýna.
Městská část vznikla v roce 1965 a zahrnuje bývalé části Middlesexu Municipal Borough of Twickenham a Municipal Borough of Richmond upon Thames a Municipal Borough of Barnes ze Surrey.
Richmond je jediný městský obvod Londýna, který se rozkládá na obou březích Temže.

## Obvody městské části

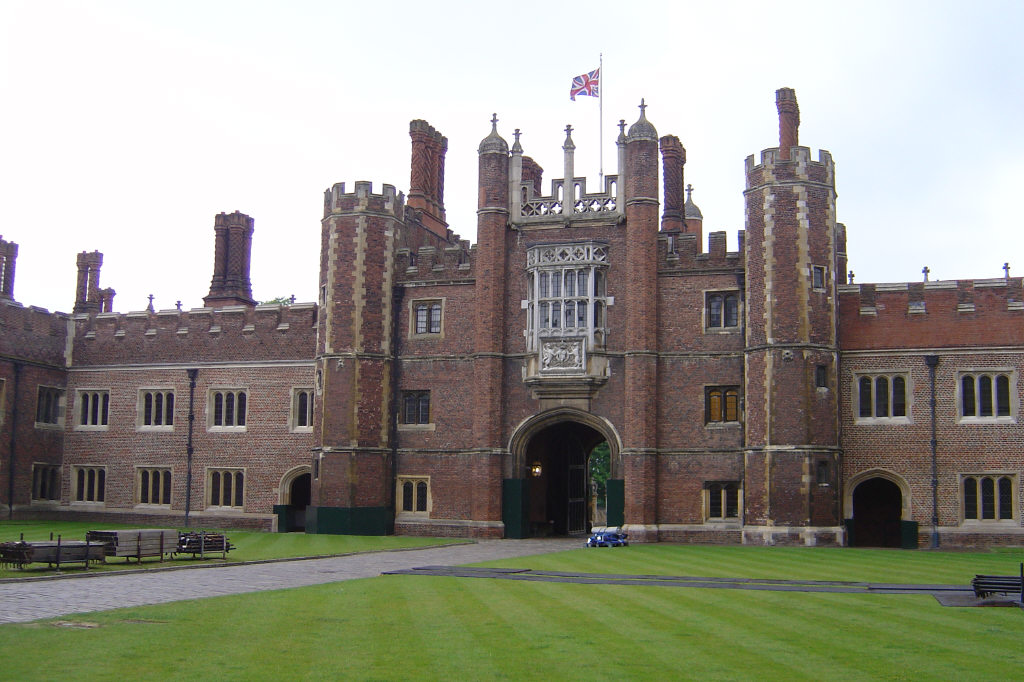
Hampton Court Palace

- Barnes
- East Sheen
- Ham
- Hampton
- Hampton Hill
- Hampton Wick
- Kew
- Mortlake
- North Sheen
- Petersham
- Richmond upon Thames
- St. Margarets
- Strawberry Hill
- Teddington
- Twickenham
- Whitton

## Osídlení
Obvod nemá souvislou městskou zástavbu a jsou zde rozsáhlá otevřená prostranství. Hlavními centry Richmondu jsou Hampton a Teddington na jihu, Twickenham (včetně St Margarets a Whitton) v centrální oblasti západně od řeky Temže a koridor Richmond – Kew – Mortlake – Barnes v údolí Temže se sídlišti na obou březích řeky. Richmond je jedinou městskou částí s obvody na obou březích Temže.

## Zajímavá místa

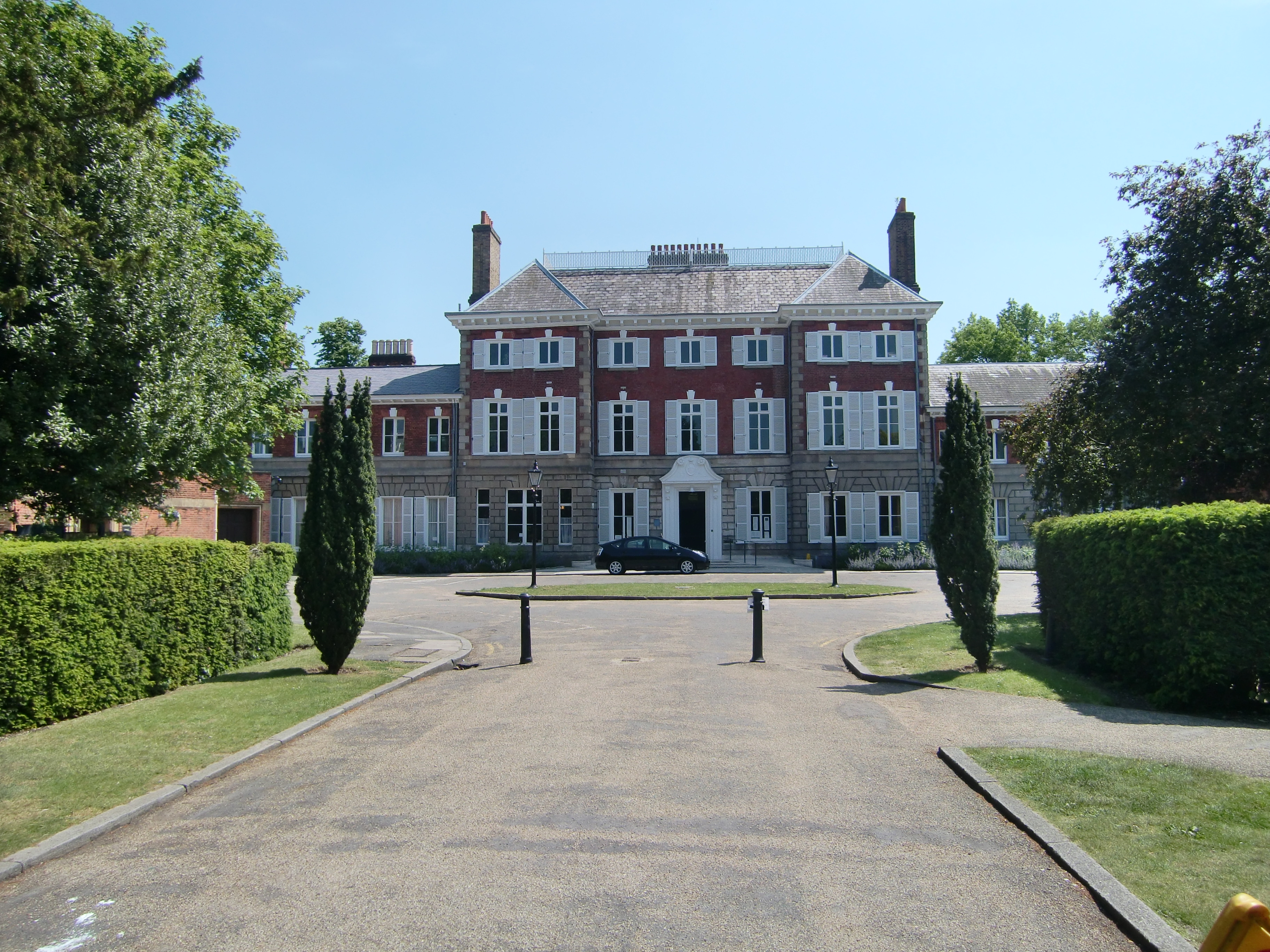
York House

Parky tvoří větší část obvodu a zahrnují například Richmond Park, Bushy Park, Královské botanické zahrady a Hampton Court Park. V Richmondu je více než 100 parků a otevřených prostranství a 31 km říčních údolí.
Obvod je také sídlem Národní fyzikální laboratoře (National Physical Laboratory), paláce Hampton Court, Twickenhamského stadionu (Twickenham stadium) a přírodní rezervace WWT London Wetland Centre, které jsou zajímavé jak pro domácí, tak pro zahraniční turisty. York House, historický dům v Twickenhamu, je Richmondská radnice.

## Doprava
Richmond spojuje s centrem Londýna trať National Rail společnosti South West Trains. Trasa metra District Line vede do Richmondu a Kew Gardens, obě sídla jsou také spojena železniční tratí London Overground.

### Železniční zastávky a stanice metra
- Barnes
- Barnes Bridge
- Fulwell
- Hampton
- Hampton Wick
- Mortlake
- North Sheen
- St Margarets
- Strawberry Hill
- Teddington
- Twickenham
- Whitton
- Richmond

## Školy
- Green School
- Hampton School, soukromá chlapecká škola založená v roce 1557
- Lady Eleanor Holles School, soukromá dívčí škola založena v roce 1711